# G-Police: Weapons of Justice
G-Police: Weapons of Justice ist die direkte Fortsetzung der Action-Flugsimulation G-Police aus dem Jahr 1997. Wie der Vorgänger wurde es von Psygnosis' Studio in Stroud entwickelt und erschien am 24. September 1999 exklusiv für PlayStation. Der Spieler übernimmt abermals die Rolle des Regierungspolizisten Jack Slater und muss die unmittelbar nach den Ereignissen in G-Police ausbrechenden Unruhen in den Kolonien auf dem Jupitermond Kallisto unter Kontrolle bringen und einen Putschversuch gegen die Erde verhindern.

## Handlung
Die Handlung schließt zehn Tage nach den Ereignissen des ersten Teils an. Die geschwächte G-Police sieht sich zunehmenden Attacken organisierter Verbrecherorganisationen ausgesetzt. Die Erdregierung entsendet eine Truppe Marines, die die G-Police im Kampf gegen die kriminellen Vereinigungen unterstützen sollen. Doch nach der Ankunft der Marines wenden sich die Soldaten unter ihrem Kommandanten Griece gegen die Polizeieinheit. Sie versuchen ihrerseits die Kontrolle über Kallisto zu übernehmen, um anschließend die Erde selbst anzugreifen. Slater muss dies mit den wenigen verbliebenen Mitteln der G-Police verhindern.

## Spielprinzip
G-Police: Weapons of Justice führt das Spielprinzip des Vorgängers fort. In 30 Missionen mit mehreren Teilaufgaben steuert der Spieler sein Kampfvehikel aus einer Cockpit- oder Verfolgeransicht. Neben den aus den Vorgängern bekannten Helikoptern DASA-Kamov Havoc und Venom steuert der Spieler diesmal in einigen Missionen mit dem gepanzerten Fahrzeug Rhino und dem Mech Raptor auch Bodeneinheiten sowie gegen Spielende einen Weltraumtransporter mit der Eigenbezeichnung Corsair.
Die Missionseinweisung erfolgt durch einen Bildschirmtext mit Sprachausgabe. In Ergänzung dazu ändern sich Missionsziele jedoch im Laufe des Einsatzes häufig aufgrund vorgeskripteter Ereignisse. Während der Spieler im Vorgänger seine Einsätze weitestgehend allein bestritt, wird er in späteren Missionen von Flügelpiloten („Wingmen“) begleitet. Zusätzlich kann er in einigen Missionen einfache Anweisungen an Bodentruppen geben, die ihn anschließend im Kampf unterstützen. Dadurch erhalten die Missionen eine etwas strategischere Ausrichtung.
Neben der Hauptkampagne gibt es davon losgelöst 15 Bonusmissionen mit Geschicklichkeits- und Sonderaufgaben, wie etwa das Abfliegen eines Parcours oder das Abwehren gegnerischer Angriffswellen.

## Entwicklung
Entwicklungsziele für die Fortsetzung waren aufgrund von Kundenfeedback die Verbesserung der Zugänglichkeit für Einsteiger durch eine verbesserte Steuerung und eine Erhöhung der beschränkten Sichtweite. Letzteres wurde damit erreicht, dass außerhalb des Sichtbereichs liegende Objekte nun wesentlich früher mit einem Drahtgitter-Umriss angedeutet wurden. Das Spiel unterstützt wie sein Vorgänger Dolby Surround.
Wie für den Vorgänger ging Psygnosis ein Cross-Promotionsabkommen mit dem Modelabel Diesel ein. Psygnosis band das Firmenlogo des Modelabels mehrfach im Spiel ein und nutzte für seine Spielcharaktere Modedesigns, die Diesel speziell für das Spiel entwarf und über einen begrenzten Zeitraum zusammen mit dem Spiel in seinen Flagshipstores zum Kauf anbot.

## Rezeption
G-Police: Weapons of Justice erhielt von der Fachpresse durchschnittliche Bewertungen (Gamerankings: 71,50 %). Das Spiel wurde allgemein als eine verbesserte Version seines Vorgängers beschrieben, ohne diesen jedoch deutlich zu übertreffen. Auf geteiltes Echo stieß weiterhin die Grafikdarstellung. Während einige Tester die herausragende Detailfülle der Nahdarstellung lobten, kritisierten andere Tester die wie im Vorgänger aufgrund von Speichermangel damit einhergehende, geringe Sichtweite und das Aufpoppen von Texturen. Der Schwierigkeitsgrad wurde mehrheitlich als deutlich schwieriger wahrgenommen. Tester Ralph Karels lobte in seinem Bericht für Video Games das abwechslungsreichere Missionsdesign und hob die gute deutsche Synchronisation hervor.